# 시바사키타이이쿠칸역
시바사키타이이쿠칸역(일본어: 柴崎体育館駅, しばさきたいいくかんえき 시바사키타이이쿠칸에키[*])은 일본 도쿄도 다치카와시에 있는 다마 도시 모노레일 다마 도시 모노레일 선의 역이다.

## 역 구조
상대식 승강장 2면 2선의 고가역이다.

### 승강장
| 1 | 다마 도시 모노레일 선 | 다치카와키타・다마가와조스이・가미키타다이 방면 |
| 2 | 다마 도시 모노레일 선 | 다카하타후도・다마 센터 방면                    |

## 역 주변
- 다치카와 시 시바사키 시민 체육관 - 도보 3분
- 다치카와 공원
- 다마강
- 탓피바시
- 도쿄 도립 다치카와 고등학교
- 일본연금기구 다치카와 연금 사무소

## 역사
- 2000년 1월 10일: 영업 개시.

## 인접역
| 다마 도시 모노레일 다마 도시 모노레일 선 | 다마 도시 모노레일 다마 도시 모노레일 선 | 다마 도시 모노레일 다마 도시 모노레일 선 |
| ---------------------------------------- | ---------------------------------------- | ---------------------------------------- |
| 다치카와미나미 가미키타다이 방면         |                                          | 고슈카이도 다마 센터 방면                |